# Schouwia
Schouwia là chi thực vật có hoa trong họ Cải.